# K-TRON
K-TRON(가제)은 LG유플러스, 에스에이엠지 엔터테인먼트, 하이지음스튜디오 등 3사가 합작 프로젝트로 선보일 K-로봇 실사판 드라마로서, 오는 2026년 글로벌 OTT 방영을 목표로 한다.

## 개요
거대 3D 로봇과 함께 인간 배우가 등장하는 형태로 제작될 예정이다.

## 향후
일단 3사는 특수목적법인(SPC)을 설립할 예정이며, 이후 사업·제작·투자·배급 등에서 각 사가 가진 장점을 활용해 로봇 실사판 프로젝트에 도전한다.
우선 LG유플러스는 STUDIO X+U를 활용해 IP 공동 기획
제작과 또 투자·배급 등 전체 프로젝트를 이끄는 매니지먼트 역할도 담당하고, 에스에이엠지 엔터테인먼트는 ‘캐치! 티니핑’, ‘미니특공대’, ‘메탈카드봇’ 등 세계 시장에서 흥행한 사업 모델을 바탕으로 IP 사업 노하우를 제공하며, 하이지음스튜디오는 ‘이태원 클라스’, ‘종이의 집’ 등 인기 드라마를 제작, 흥행에 성공한 전략을 공유할 예정이다.

## 같이 보기
- 트랜스포머
- 지식 재산(IP)